# اچ‌ام‌اس هیندوستان (۱۸۰۴)
اچ‌ام‌اس هیندوستان (۱۸۰۴) (به انگلیسی: HMS Hindostan (1804)) یک کشتی بود که طول آن ۱۵۸ فوت ۶ اینچ (۴۸٫۳۱ متر) بود. این کشتی در سال ۱۷۹۹ ساخته شد.